# 1163 dans les croisades
Cette page regroupe les évènements concernant les Croisades qui sont survenus en 1163 :
- août : Le vizir Shawar, chassé d'Égypte par une faction rivale, se réfugie auprès de Nur ad-Din[1].
- Nur ad-Din envahit le comté de Tripoli, mais est repoussé[2].
- Constance, princesse d'Antioche est écartée du gouvernement de la principauté, son fils Bohémond III étant devenu majeur[3].
- Onfroy III, seigneur de Toron épouse Étiennette de Milly, fille de Philippe de Milly, seigneur d'Outre-Jourdain[4].